# Jørgen Gram (folketingsmedlem)
 For alternative betydninger, se Jørgen Gram. (Se også artikler, som begynder med Jørgen Gram)
Jørgen Georg Gram (19. november 1887 i Store Nustrup i Sønderjylland – 17. december 1961) var en dansk gårdejer og folketingsmedlem.
Han var søn af gårdejer Hans Gram (død 1914) og hustru Marie født Hybschmann (død 1923). Han blev i 1913 gift med Nanna (født 1889 i Dybbøl), datter af gårdejer Jørgen Zachariassen (død [1941]) og hustru Sophie født Hansen (død 1935).
Han studerede som ung på Skamlingsbanke Højskole og på Tune Landbrugsskole. Fra 1909 ejede han Ankergaard i Gabøl.
Han var medlem af Folketinget for Venstre 1935-57 og af Venstres hovedbestyrelse, medlem af det udenrigspolitiske nævn 1945-57.